# Now and Forever: The Hits
A Now and Forever: The Hits a TLC amerikai R&B-együttes ötödik albuma és első válogatásalbuma. 2003-ban jelent meg, és a Hands Up kivételével minden TLC-dal felkerült rá, ami megjelent kislemezen az együttes tizenkét éves fennállása alatt (1991–2003), köztük az első négy album, az Ooooooohhh.... On the TLC Tip (1992), a CrazySexyCool (1994), a FanMail (1999) és a 3D (2002) kislemezei, valamint a Hazug igazság című film (1993) filmzenealbumára írt egy dal. Új dalként szerepel rajta a Sean Paul és Lil Jon közreműködésével készült Come Get Some, illetve az eredetileg a 3D albumra készült Whoop De Woo. Az album digitális változatán szerepel az I Bet című dal is, melyet O’so Krispie, az elhunyt Lisa Lopes helyére tagot kereső R U the Girl valóságshow győztese közreműködésével vettek fel. A legtöbb régebbi sláger az eredeti albumverziónál rövidebb változatban került fel az albumra.
Az album az amerikai Billboard 200 slágerlista 53. helyén nyitott, az első héten 26 000 példányban kelt el. Latin-Amerikában nagyobb sikert aratott, a mexikói külföldi albumslágerlistán a 3. helyre került és 2004 végén aranylemez lett 50 000 eladott példánnyal. Világszerte több mint 600 000 példány kelt el belőle.
Az album Japánban két CD-s változatban jelent meg, remixekkel, a brit változathoz pedig bónusz DVD jár videóklipekkel. Now and Forever: The Video Hits címmel külön DVD is megjelent, ezen tíz videóklip található.

## Dallista
| #                           | Cím                                                       | Eredeti album                 | Hossz |
| --------------------------- | --------------------------------------------------------- | ----------------------------- | ----- |
| 1.                          | Ain’t 2 Proud 2 Beg (Dirty) (7" Mix)                      | Ooooooohhh.... On the TLC Tip | 4:08  |
| 2.                          | What About Your Friends (Radio Edit with Rap)             | Ooooooohhh.... On the TLC Tip | 4:04  |
| 3.                          | Hat 2 da Back (Radio Mix)                                 | Ooooooohhh.... On the TLC Tip | 4:07  |
| 4.                          | Get It Up (Radio Edit)                                    | Poetic Justice Soundtrack     | 4:14  |
| 5.                          | Baby-Baby-Baby (Radio Edit)                               | Ooooooohhh.... On the TLC Tip | 3:58  |
| 6.                          | Creep                                                     | CrazySexyCool                 | 4:26  |
| 7.                          | Red Light Special (Radio Edit)                            | CrazySexyCool                 | 4:37  |
| 8.                          | Waterfalls (Single Edit)                                  | CrazySexyCool                 | 4:18  |
| 9.                          | Diggin’ On You                                            | CrazySexyCool                 | 4:14  |
| 10.                         | Kick Your Game                                            | CrazySexyCool                 | 4:14  |
| 11.                         | Silly Ho (Edited Version)                                 | FanMail                       | 4:15  |
| 12.                         | No Scrubs (Main Mix with Rap Dirty Version)               | FanMail                       | 3:38  |
| 13.                         | Unpretty (Radio Edit)                                     | FanMail                       | 4:00  |
| 14.                         | Come Get Some (feat. Lil’ Jon & Sean Paul of YoungBloodZ) |                               | 4:21  |
| 15.                         | Girl Talk (New Mix)                                       | 3D                            | 3:35  |
| 16.                         | Damaged (Radio Mix)                                       | 3D                            | 3:52  |
| 17.                         | Whoop De Woo                                              |                               | 3:52  |
| 18.                         | In Your Arms Tonight (New Mix)                            | 3D                            | 4:29  |
| 19.                         | Turntable                                                 | 3D                            | 3:24  |
| Digitális kiadás bónuszdala |                                                           |                               |       |
| 20.                         | I Bet (feat. O’so Krispie)                                |                               | 3:23  |
| Japán bónusz CD             |                                                           |                               |       |
| 1.                          | Ain’t 2 Proud 2 Beg (Dallas Dirt Mix)                     |                               | 5:58  |
| 2.                          | What About Your Friends (Extended Remix)                  |                               | 5:58  |
| 3.                          | Creep (Jermaine’s Jeep Mix)                               |                               | 5:13  |
| 4.                          | Red Light Special (Gerald Hall’s Remix)                   |                               | 5:13  |
| 5.                          | Waterfalls (ONP Remix)                                    |                               | 4:37  |
| 6.                          | Diggin’ On You (LA’s Live Remix)                          |                               | 4:41  |
| 7.                          | Unpretty (Don’t Look Any Further Remix)                   |                               | 4:25  |
| Brit bónusz DVD             |                                                           |                               |       |
| 1.                          | Ain’t 2 Proud 2 Beg (videóklip)                           |                               |       |
| 2.                          | Creep (videóklip)                                         |                               |       |
| 3.                          | Waterfalls (videóklip)                                    |                               |       |
| 4.                          | No Scrubs (videóklip)                                     |                               |       |
| 5.                          | Unpretty (videóklip)                                      |                               |       |

## Fő közreműködők
- Dallas Austin – elrendezés, vokálok, producer, executive producer
- Darkchild – billentyűsök, producer
- The Neptunes – producer
- Lil’ Jon – producer
- Lisa „Left Eye” Lopes – ének, rap
- Rozonda „Chilli” Thomas – ének
- Tionne „T-Boz” Watkins – ének
- Debra Killings – háttérének

## Helyezések
| Slágerlista (2003)                   | Adatszolgáltató | Legmagasabb helyezés |
| ------------------------------------ | --------------- | -------------------- |
| Brit albumslágerlista                | BPI             | 86                   |
| USA Billboard 200                    | Billboard       | 53                   |
| USA Billboard Top R&B/Hip-Hop Albums | Billboard       | 77                   |
| Új-zélandi albumslágerlista          | RIANZ           | 33                   |